# Damias postnigra
Damias postnigra är en fjärilsart som beskrevs av Rothschild 1912. Damias postnigra ingår i släktet Damias och familjen björnspinnare. Inga underarter finns listade i Catalogue of Life.